# Dicranomyia (Dicranomyia) autumnalis
Dicranomyia (Dicranomyia) autumnalis is een tweevleugelige uit de familie steltmuggen (Limoniidae). De soort komt voor in het Palearctisch en Oriëntaals gebied.